# Josef Rampold
Josef Rampold (Sterzing, 1925 - Bozen, 2007) fou un periodista, escriptor i alpinista sudtirolès. Es llicencià en germanística a la Universitat d'Innsbruck i després tornà a Bozen, on va donar classes d'italià i llatí en un liceu alemany, alhora que col·laborava amb RAI Sender Bozen. Des del 1958 va començar a escriure a la secció d'alpinisme al diari Dolomiten, i el 1969 abandonà l'ensenyament per a dedicar-se plenament al periodisme.
Fou director de Dolomiten de 1981 a 1995. També va fer emissions de ràdio en alemany per la RAI des de 1972 sobre cultura popular, com An Eisack, Etsch und Rienz. El 1972 fou nomenat membre honorari de la Universitat d'Innsbruck.